# Reinecke-Salz
Das Reinecke-Salz ist eine Komplexverbindung des dreiwertigen Chroms mit der Konstitutionsformel NH4[Cr(SCN)4(NH3)2]. Es bildet dunkelrote Kristalle, die in heißem Wasser und Ethanol löslich sind. Das Salz wurde erstmals 1863 von Albert Reinecke aus Detmold durch Zusammenschmelzen von Ammoniumthiocyanat und Kaliumdichromat  hergestellt.

## Eigenschaften
Das Salz besteht aus einem Ammoniumion und einem Komplexanion, welcher aus einem Cr3+-Ion als Zentralatom und sechs Liganden besteht. Der Komplex ist oktaedrisch koordiniert.
|  |  |

## Verwendung
Das Reinecke-Salz wird in der Analytik zum Nachweis von Kationen verwendet. Beispielsweise fällt mit Quecksilber(II)-ionen ein schwerlöslicher hellroter Niederschlag von sogenanntem Quecksilber(II)-Reineckat aus:
{\displaystyle \mathrm {Hg^{2+}+2\ NH_{4}[Cr(SCN)_{4}(NH_{3})_{2}]\longrightarrow } }{\displaystyle \mathrm {Hg[Cr(SCN)_{4}(NH_{3})_{2}]_{2}\downarrow +2\ NH_{4}^{+}} }

Kupfer(I)-ionen bilden einen gelben schwerlöslichen Niederschlag:
{\displaystyle \mathrm {Cu^{+}+NH_{4}[Cr(SCN)_{4}(NH_{3})_{2}]\longrightarrow } }{\displaystyle \mathrm {Cu[Cr(SCN)_{4}(NH_{3})_{2}]\downarrow +NH_{4}^{+}} }

Der Nachweis mit Reinecke-Salz ist sehr empfindlich. So lässt sich diese Methode auch zur quantitativen Bestimmung über die Photometrie benutzen. Fällt man beispielsweise Quecksilber(II)-Reineckat in Gegenwart von Thioharnstoff, so entsteht ein Komplex, der in Ketonen löslich ist und der sich bei 520–540 nm photometrieren lässt.
Neben anorganischen Kationen sind inzwischen eine Vielzahl von Reaktionen mit organischen Kationen bekannt, insbesondere mit Ammoniumionen von primären und sekundären Aminen.